# Castello di Barletta

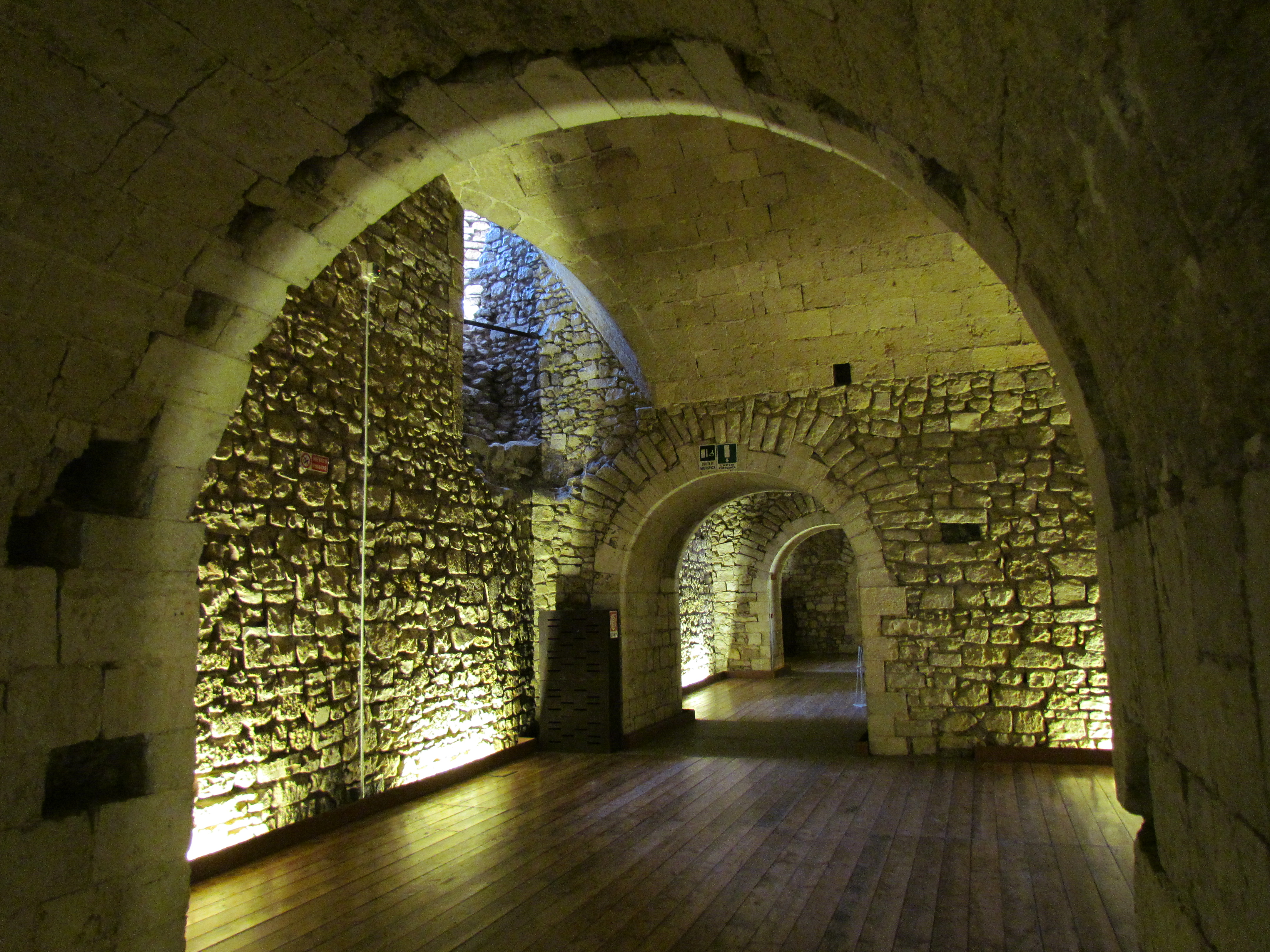
Ouder deel uit de tijd van de Anjou-vorsten

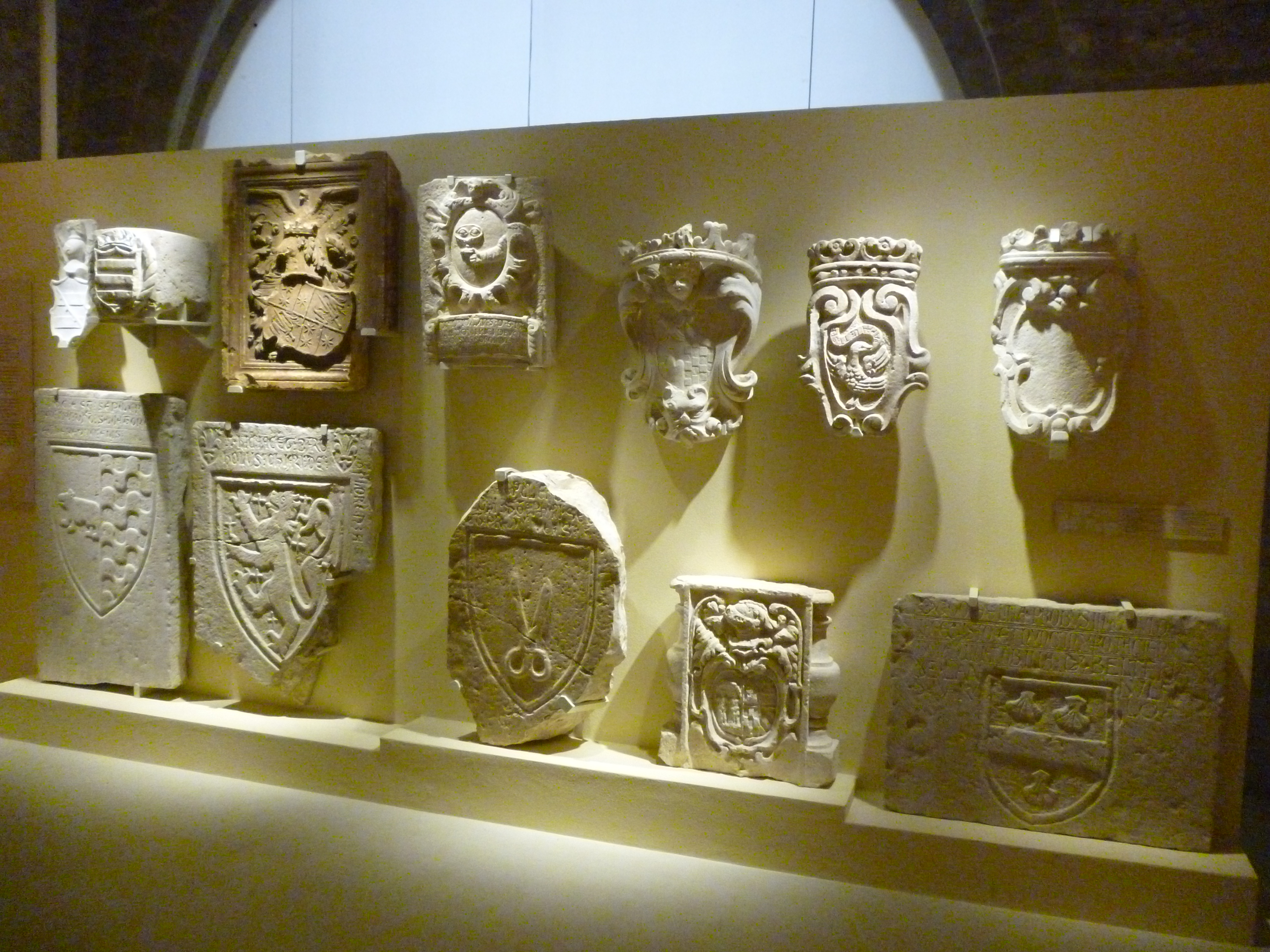
Museum

Het Castello di Barletta of kasteel van Barletta (12e eeuw) staat aan de haven van Barletta, een Zuid-Italiaanse stad in de regio Apulië. Het kasteel is in verschillende fasen gebouwd al naargelang de heersers in het koninkrijk Napels. 

## Historiek

### Normandiërs
De eerste vesting dateert uit de periode dat de Normandiërs Zuid-Italië bestuurden. De eerste vesting werd vermeld in een akte uit het jaar 1202. Hieruit leidden historici af dat in de tweede helft van de 12e eeuw de Normandiërs bovenop de rots reeds een versterking hadden, ter verdediging van Barletta. De Normandiërs bevochten van hieruit piraten op de Adriatische Zee.

### Hohenstaufen
Keizer Frederik II van Hohenstaufen verbleef in de vesting, wat nog te zien is aan een Duitse adelaar op een oude muur. Frederik II hield in 1228 een Landdag voor zijn vertrek als kruisvaarder naar het Heilig Land. In een decreet van 1240 besliste hij de versterkingsmuren uit de Normandische tijd op te trekken.

### Huis Anjou
Het Franse koningshuis Anjou-Sicilië zag het strategisch belang in van het kasteel van Barletta. Koning Karel I van Anjou stuurde zijn architect, Pierre d’Angicourt, naar Barletta. D’Angicourt bezat twee huizen in de stad. Er verrees een uitkijktoren, een kapel, een residentieel deel voor de vorst alsook versterkte muren rondom het geheel (1269-1291).

### Huis Aragon en  Huis Habsburg
Het Huis Anjou werd opgevolgd door het Huis Trastamara uit Aragon. De Aragonezen zetten de bouwwerken verder door de versterkte muren te verhogen. De Aragonezen bouwden het kasteel uit als deel van de oorlogsmachine in hun zeerijk.
Met de komst van keizer Karel V van Habsburg als koning van Sicilië en Napels werd het kasteel afgewerkt met vier enorme bastions op de uithoeken, een ingangspoort, een gracht en kanonnen op de muren. De Spaanse militaire ingenieur Evangelista Menga voerde de plannen van keizer Karel uit (1537-1559). Deze laatste bouwfase geeft het huidig uitzicht aan het kasteel. Latere vorsten in Madrid dienden herstellingswerken uit te voeren na aardbevingen, met name in 1627 en 1629.

### Nadien
Het Huis Bourbon in het koninkrijk Napels gebruikte het kasteel ter verdediging van handelsschepen in de haven van Barletta. Later, tijdens de opstand tegen de Bourbons met het uitroepen van de Parthenopeïsche Republiek (1799), huisvestte het kasteel de revolutionairen, die dweepten met de Fransen. Tijdens de daaropvolgende Franse bezetting bleef het kasteel strategisch interessant. Koning Joachim Murat liet herstellingswerken uitvoeren en het kasteel moest permanent operationeel zijn.
Na de eenmaking van Italië kocht de stad Barletta de site voor 30.000 lire van het Italiaanse leger (1867). Het kasteel van Barletta werd omgevormd tot een museum.